# Witbaardfranjeaap
De witbaardfranjeaap (Colobus vellerosus)  is een soort uit de familie van de apen van de Oude Wereld  (Cercopithecidae). De wetenschappelijke naam van de soort werd voor het eerst geldig gepubliceerd door Isidore Geoffroy Saint-Hilaire in 1834.

## Voorkomen
De soort komt voor in West-Afrika, van Ivoorkust, via Ghana, Togo en Benin tot het westen van Nigeria.

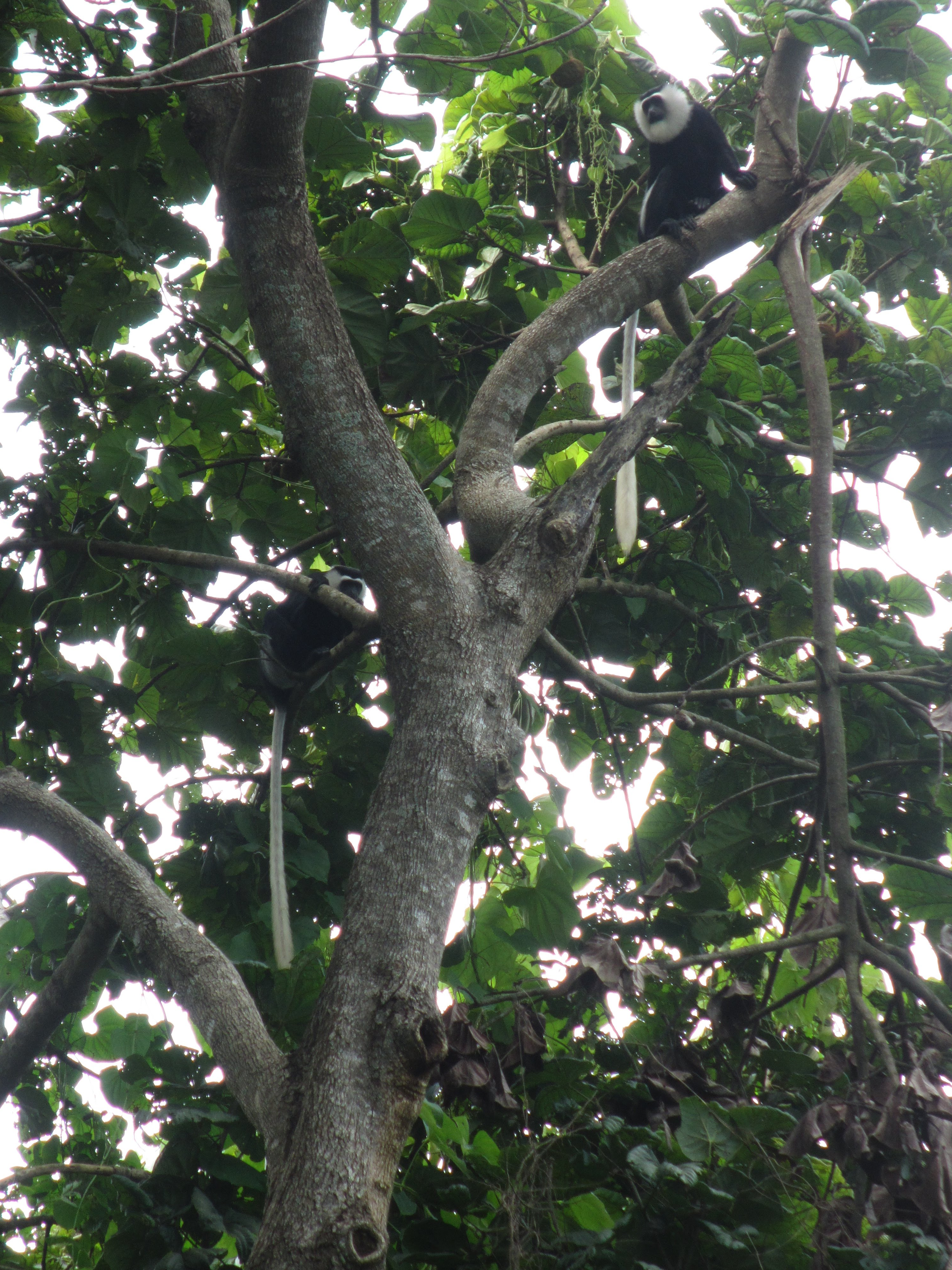